# Економіка (підручник)
Економіка («Економіка: вступний аналіз» у пізніших виданнях) — це вступний підручник американських економістів Пола Самуельсона та Вільяма Нордхауса. Підручник був вперше опублікований у 1948 році та вийшов у дев'ятнадцяти різних виданнях, останнє з яких — у 2009 році. Він був бестселером з економіки протягом багатьох десятиліть і досі залишається популярним, продавши понад 300 000 примірників кожного видання з 1961 по 1976 рік. Книга була перекладена сорока однією мовою, і загалом було продано понад чотири мільйони примірників.
Економікc була повністю написаний Самуельсоном до 12-го видання (2001). Нові видання були переглянуті іншими авторами, включаючи Нордхауса для 17-го видання (2001) і пізніше.

## Вплив
Підручник "Економікс" був названий «канонічним підручником», а розвиток основної економічної думки було простежено шляхом порівняння чотирнадцяти видань під редакцією Самуельсона. 
Саме на основі цього підручнику було введено термін «неокласична синтеза» і популяризовано цю концепцію, поєднавши неокласичну економіку та кейнсіанську економіку і сприяючи тому, що ця школа стала провідною в основному економічному напрямку в США та в усьому світі в другій половині 20 століття.
Вона популяризувала термін «парадокс ощадливості» і приписала цю концепцію Кейнсу, хоча сам Кейнс приписував її більш раннім авторам, а форми цієї концепції сягають античності.
У тексті 1958 року було представлено «генеалогічне дерево економіки», яке до 20 століття складалося лише з двох груп: «соціалізм», до якого входили Маркс і Ленін, та «неокласичний синтез», до якого входили Маршалл і Кейнс. Це відповідало тодішнім економікам холодної війни — радянському комунізму та американському капіталізму. Це сприяло спрощенню поглядів на конкуруючі школи економічної думки, об'єднавши школи, які вважали себе окремими, і сьогодні багато хто в економіці та поза нею ототожнює «економіку» з «неокласичною економікою», слідуючи Самуельсону. Пізніші видання містили розширене висвітлення інших шкіл, таких як австрійська школа, інституціоналізм та марксистська економіка. 

## Сприйняття
«Економікс» був  другим кейнсіанським підручником у Сполучених Штатах після «Елементів економіки» Лорі Таршіс 1947 року. Як і робота Таршіс, «Економікс» був підданий критиці американськими консерваторами (в рамках Другої червоної паніки, або маккартизму), університети, які її прийняли, піддавалися «консервативному тиску бізнесу», а Самуельсона звинувачували в комунізмі. Тим не менш, «Економіка» виявилася успішною і залишалася широко прийнятою. Успіх підручника Самуельсона, порівняно з підручником Таршіс, який піддавався більш «жорстким» нападкам, пояснюється різними факторами, зокрема, безпристрасним, науковим стилем Самуельсона, на відміну від більш залученого стилю Таршіс, і наступні підручники наслідували стиль Самуельсона. Звинувачення консерваторів у симпатіях до комунізму в «Економікс» продовжувалися аж до 1980-х років. 